# Dangerous (마이클 잭슨의 음반)
《Dangerous》는 미국의 싱어송라이터 마이클 잭슨의 여덟 번째 스튜디오 음반이다. 이 음반은 1991년 11월 26일, 에픽 레코드에 의해 발매되었다. 잭슨, 빌 보트렐, 테디 라일리, 브루스 스위디언이 공동 프로듀싱한 이 음반은 오랜 공동 프로듀서인 퀸시 존스가 프로듀싱하지 않은 《Forever, Michael》 (1975년) 이후 잭슨의 첫 음반이었다. 헤비 디, 모나코 공녀 스테파니, 슬래시, 렉스 앤 이펙트 등이 참여한다. 이 음반에는 당시 유행하던 새로운 장르인 R&B, 팝, 뉴 잭 스윙이 녹아있다. 인더스트리얼, 펑크, 힙합, 일렉트로닉, 가스펠, 클래식, 록의 요소도 특징이다. 이 음반의 14곡 중 12곡은 잭슨이 작사 또는 공동 작곡했으며, 인종차별, 가난, 로맨스, 자기 계발, 그리고 어린이와 세계의 복지와 같은 주제들을 담았다.
실험적인 작품인 《Dangerous》는 잭슨의 음악이 사회성을 더 의식하는 소재와 다양한 사운드와 스타일에 초점을 맞추고 있어 그의 예술적 변화로 여겨지고 있다. 귀에 쏙쏙 들어오는 팝 훅과 후렴구가 특징인 동시에 언더그라운드 사운드를 주류 관객들에게 소개한다. 이 음반의 음색은 자동차 경적 울림, 슬라이딩 체인, 스윙 게이트, 유리 깨짐, 철컥거리는 금속 소리뿐만 아니라 합성 베이스라인, 스크래치, 드럼 머신 타악기 등의 비통한 사운드로 평론가들에게 투지가 넘치고 도시적인 것으로 알려져 있다. 잭슨은 또한 음반 내내 비트박스, 스캣, 손가락 스냅을 구현한다.
《Dangerous》는 미국 빌보드 200 차트 1위와 다른 13개국에서 첫 주에 전 세계적으로 500만 장이 팔렸고 1992년 전 세계에서 가장 많이 팔린 음반이었다. 1991년 11월부터 1993년 12월까지 9개의 싱글이 초연되었으며, 그중 2개는 미국 밖에서 독점 발매되었다. 이 음반은 빌보드 핫 100 상위 10위에 오른 4개의 싱글을 만들었는데, 바로 〈Remember the Time〉, 〈In the Closet〉, 〈Will You Be There〉, 그리고 싱글 1위 〈Black or White〉이다. Dangerous World Tour는 1억 달러(2019년 1억7,700만 달러)의 수익을 올리며 1990년대 가장 높은 수익을 올린 투어 중 하나로 기록되었다.
《Dangerous》는 전 세계적으로 3200만 장 이상이 팔린 역대 베스트셀러 음반 중 하나로 2018년 8월 미국 음반 산업 협회로부터 플래티넘 8배 인증을 받았다. 컨템포럼리 팝과 R&B 아티스트들에게 영향을 끼친 이 음반은 여러 출판물의 역대 가장 위대한 음반 목록에 포함되었다. 1993년 그래미 어워드에서 네 번의 그래미 어워드 후보에 올랐으며, 최우수 엔지니어링 음반인 비클래식을 수상했으며, 잭슨은 그래미 레전드 상을 수상했다. 잭슨은 1993년 아메리칸 뮤직 어워드에서 제1회 국제 아티스트 상을 포함해 세 개의 아메리칸 뮤직 어워드를 수상했다. 잭슨은 또한 〈Black or White〉로 빌보드 뮤직 어워드 베스트 월드와이드 앨범상과 베스트 월드와이드 싱글상을 받았다.

## 배경
일곱 번째 음반 《Bad》 (1987년)의 성공 이후, 잭슨은 창작 과정에 대한 더 많은 독립성과 통제력을 원했다. 그는 오랜 프로듀서 퀸시 존스와 헤어져 자신의 성공이 자신에게 달려 있다는 인식을 피했다. 잭슨은 1989년 맷 포거와 빌 보트렐을 포함한 《Bad》의 B팀 멤버들과 함께 새로운 트랙을 작업하기 시작했다. 이 음반은 원래 마돈나의 《The Immaculate Collection》과 비슷하게 몇 곡의 신곡이 수록된 최고의 히트곡 모음곡으로 구상되었다. 제안된 제목은 《Decade》였다. 잭슨은 1989년 초에 이 아이디어를 승인했고 에픽 레코드가 시험적인 압력을 가했다. 잭슨은 선금으로 1800만 달러를 받았다.
《Decade》는 원래 1989년 후반에 출시될 예정이었으나 여러 차례 연기되었다. 또 다른 출시일이 1990년 11월로 정해졌지만, 실현되지 않았다. 잭슨은 자신의 영화 제작 야망을 실현하기 위해 노력하면서 경영진의 지속적인 변화에 몰두했다. 1990년 6월, 잭슨은 공황 발작 가능성 때문에 자택 스튜디오에서 춤을 추다가 쓰러졌고, 가슴 통증과 탈수증, 갈비뼈 염증 등의 증상이 있었다. 얼마 후 《Decade》는 완전히 삭제되었고, 잭슨은 그의 새로운 소재가 《Dangerous》라고 불리는 정규 음반을 구성한다고 결정했다.

## 커버 아트
《Dangerous》 커버는 미국의 화가 마크 라이든이 그렸다. 그것은 금색 가면 뒤에 있는 잭슨의 눈과 머리카락 한 올, 마스크 위에 침팬지(잭슨의 애완 침팬지 버블스)의 얼굴, 그리고 커버의 좌우에 각각 앉아있는 왕실의 옷을 입은 개와 새의 얼굴을 보여준다. 검은 길 입구에는 바넘과 베일리 서커스의 창시자인 P. T. 바넘이 있다. BBC 뮤직의 프레이저 맥알파인에 따르면 라이든은 잭슨을 "영광과 그것을 실현하는 데 관여하는 기계들을 본 조심스러운 서커스 예술가"라고 묘사했다.

## 발매
〈Black or White〉 뮤직 비디오가 나오기 며칠 전인 1991년 11월, 《엔터테인먼트 위클리》 소속의 데이비드 브라운은 음반 개발에 많은 시간을 투자하고 잭슨이 소니 뮤직과 6,500만 달러의 수익을 올리는 계약을 맺었기 때문에 데인저리의 높은 기대감에 대해 언급했다. 작가는 "팝 역사상 그 어떤 음반보다도 《Dangerous》의 성공에 편승하고 있다"고 말했다. 잭슨은 개인적으로 이 음반이 1억 장이 팔릴 것으로 기대했는데, 이는 《Thriller》 판매량을 두 배로 웃도는 수치였다. 음반 발매 5일 전, 총으로 무장한 세 명의 남자가 로스앤젤레스의 한 창고에서 3만 장을 강탈했다.

## 상업적 반응
| 전문가 평가                   | 전문가 평가 |
| 평가 점수                     | 평가 점수   |
| 출처                          | 점수        |
| ----------------------------- | ----------- |
| AllMusic                      | [ 12 ]      |
| Blender                       | [ 13 ]      |
| Chicago Tribune               | [ 14 ]      |
| Encyclopedia of Popular Music | [ 15 ]      |
| Entertainment Weekly          | B−          |
| Los Angeles Times             | [ 17 ]      |
| Pitchfork                     | 8.6/10      |
| Q                             | [ 19 ]      |
| Rolling Stone                 | [ 20 ]      |
| The Village Voice             | A−          |

《Dangerous》는 1991년 11월 26일에 발매되었다. 이 음반은 빌보드 200 차트에서 1위로 데뷔했다. 첫 5일 동안 35만 장이 팔렸고 4주 동안 1위를 지켰다. 1991년 말, 《Dangerous》는 미국에서 180만 장 이상이 팔렸다. 1992년 1월까지 이 음반은 미국 음반 산업 협회로부터 《Off the Wall》의 초기 판매량과 거의 같은 400만 장 이상의 판매량을 인정받았다.
《Dangerous》은 1992년과 1993년 미국에서 계속 팔렸다. 1993년, 몇 번의 개인 및 홍보에 이어, 《Dangerous》의 음반 판매는 의미심장하게 성장했다. 잭슨의 빌 클린턴 미국 대통령 취임식 공연 이후, 1993년 2월 6일 주 판매량은 36% 증가했고 음반은 131장에서 88장으로 급증했다. 그 다음 주에는 판매량이 83% 증가했고 1993년 아메리칸 뮤직 어워드에 출연한 후 음반도 41개로 껑충 뛰었다. 그 다음 주 하프타임 슈퍼볼 공연의 역사적인 시청률로 인해 판매량이 40% 증가했고, 음반은 빌보드 200에서 41위에서 26위로 다시 뛰어올랐다. 1993년 2월 27일, "마이클 잭슨 토크스 위드 오프라" TV 스페셜로 인한 시청률 상승으로 음반 판매량이 다시 증가하여 6만 장 가까이 팔리고 26장에서 12장으로 급증하였다. 그 다음 주에, 이 음반은 마침내 미국에서 톱 10에 다시 진입했다. 1993년 12월 기준으로 《Dangerous》의 판매량은 약 480만 장였다. 2018년 8월, 이 음반은 미국 음반 산업 협회로부터 8배 이상의 플래티넘 판매 인증을 받았다.
유럽에서는 이 음반이 발매되기 전 400만장의 판매고를 기록하며 당시 사상 최고 기록을 세운 것으로 알려졌다. 영국에서는 1위로 데뷔하는 등 글로벌 차트를 석권했고 호주, 프랑스, 독일, 네덜란드, 스페인 등 12개 영토에서도 1위에 올랐다.
Dangerous World Tour의 엄청난 성공으로 《Dangerous》의 음반 판매량이 증가했다. 1992년 투어 첫 4주 동안 마이클 잭슨의 《Dangerous》 음반의 판매량은 유럽에서 680만 장에서 720만 장으로 증가했다.
전 세계적으로, 이 음반은 《Dangerous》 4개국에서 큰 성공을 거두었다. 이 음반은 미국 밖에서 발매된 첫 주에 500만 장이 팔렸다. 잭슨의 이전 두 음반인 《Bad》와 《Thriller》는 발매 후 첫 두 달 만에 판매량 1,000만 장을 달성했다.
1992년 11월, 이 음반은 전 세계적으로 1,500만 장이 팔린 것으로 알려졌다. 최근 집계된 《Dangerous》는 전 세계적으로 3천 2백만 장 이상이 팔려 역대 가장 많이 팔린 음반 중 하나이다.

## 곡 목록
| #  | 제목                         | 작사·작곡                                            | 프로듀서               | 재생 시간 |
| -- | ---------------------------- | ---------------------------------------------------- | ---------------------- | --------- |
| 1. | 〈Jam〉                      | 마이클 잭슨, 르네 무어, 브루스 스위디언, 테디 라일리 | 잭슨, 라일리, 스위디언 | 5:39      |
| 2. | 〈Why You Wanna Trip on Me〉 | 라일리, 버나드 벨                                    | 잭슨, 라일리           | 5:24      |
| 3. | 〈In the Closet〉            | 잭슨, 라일리                                         | 잭슨, 라일리           | 6:32      |

| #  | 제목                       | 작사·작곡                   | 프로듀서       | 재생 시간 |
| -- | -------------------------- | --------------------------- | -------------- | --------- |
| 4. | 〈She Drives Me Wild〉     | 잭슨, 라일리, 아킬 데이비슨 | 잭슨, 라일리   | 3:42      |
| 5. | 〈Remember the Time〉      | 잭슨, 라일리, 벨            | 잭슨, 라일리   | 4:01      |
| 6. | 〈Can't Let Her Get Away〉 | 잭슨, 라일리                | 잭슨, 라일리   | 4:59      |
| 7. | 〈Heal the World〉         | 잭슨                        | 잭슨, 스위디언 | 6:25      |

| #   | 제목               | 작사·작곡       | 프로듀서     | 재생 시간 |
| --- | ------------------ | --------------- | ------------ | --------- |
| 8.  | 〈Black or White〉 | 잭슨, 빌 보트렐 | 잭슨, 보트렐 | 4:16      |
| 9.  | 〈Who Is It〉      | 잭슨            | 잭슨, 보트렐 | 6:35      |
| 10. | 〈Give In to Me〉  | 잭슨, 보트렐    | 잭슨, 보트렐 | 5:30      |

| #   | 제목                  | 작사·작곡                    | 프로듀서       | 재생 시간 |
| --- | --------------------- | ---------------------------- | -------------- | --------- |
| 11. | 〈Will You Be There〉 | 잭슨                         | 잭슨, 스위디언 | 7:41      |
| 12. | 〈Keep the Faith〉    | 잭슨, 글렌 발라드, 시다 가렛 | 잭슨, 스위디언 | 5:57      |
| 13. | 〈Gone Too Soon〉     | 래리 그로스만, 버즈 코한     | 잭슨, 스위디언 | 3:22      |
| 14. | 〈Dangerous〉         | 잭슨, 브트렐, 라일리         | 잭슨, 라일리   | 6:57      |

## 인증
| 국가                                                  | 인증             | 판매량/출하량 |
| ----------------------------------------------------- | ---------------- | ------------- |
| 오스트레일리아 (ARIA)                                 | 10× 플래티넘     | 700,000^      |
| 오스트리아 (IFPI 오스트리아)                          | 4× 플래티넘      | 200,000*      |
| 브라질 (Pro-Música Brasil)                            | 골드             | 350,000       |
| 캐나다 (뮤직 캐나다)                                  | 6× 플래티넘      | 600,000^      |
| 칠레                                                  | 5× 플래티넘      |               |
| 체코                                                  | 골드             | 50,000        |
| 덴마크 (IFPI Danmark)                                 | 골드             | 50,000^       |
| 핀란드 (Musiikkituottajat)                            | 플래티넘         | 61,896        |
| 프랑스 (SNEP)                                         | 다이아몬드       | 2,088,700     |
| 독일 (BVMI)                                           | 4× 플래티넘      | 2,000,000^    |
| 인도네시아                                            | —                | 500,000       |
| 이스라엘                                              | 플래티넘         | 40,000        |
| 이탈리아                                              | —                | 650,000       |
| 일본 (RIAJ)                                           | 2× 플래티넘      | 400,000^      |
| 멕시코 (AMPROFON)                                     | 2× 플래티넘+골드 | 600,000^      |
| 네덜란드 (NVPI)                                       | 3× 플래티넘      | 300,000^      |
| 뉴질랜드 (RMNZ)                                       | 6× 플래티넘      | 90,000^       |
| 포르투갈 (AFP)                                        | 2× 플래티넘      | 80,000^       |
| 스페인 (PROMUSICAE)                                   | 6× 플래티넘      | 600,000^      |
| 스웨덴 (GLF)                                          | 3× 플래티넘      | 300,000^      |
| 스위스 (IFPI 스위스)                                  | 5× 플래티넘      | 250,000^      |
| 대만                                                  | —                | 300,000       |
| 타이                                                  | —                | 300,000       |
| 영국 (BPI)                                            | 6× 플래티넘      | 2,010,069     |
| 미국 (RIAA)                                           | 8× 플래티넘      | 8,000,000^    |
| 요약                                                  |                  |               |
| 유럽 (IFPI)                                           | 5× 플래티넘      | 5,000,000*    |
| 전 세계                                               | —                | 32,000,000    |
| *판매량을 기반으로 한 인증 ^출하량을 기반으로 한 인증 |                  |               |

## 같이 보기
- Dangerous World Tour
- 가장 많이 팔린 음반 목록
- 독일에서 가장 많이 팔린 음반 목록